# NGC 956
NGC 956 is een open sterrenhoop in het sterrenbeeld Andromeda. Het hemelobject werd op 23 december 1831 ontdekt door de Britse astronoom John Herschel.

## Synoniem
- OCL 377